# Im Binner
Das Naturschutzgebiet Im Binner ist ein Gebiet mit einer Größe von 30,03 ha im Rietberger Ortsteil Druffel im Kreis Gütersloh. Es wird mit der Nummer GT-022 geführt.
Es wurde 1988 zur Erhaltung von Lebensgemeinschaften und -stätten wildlebender Pflanzen und Tierarten und wegen der Seltenheit, Eigenart und Schönheit des Gebiets ausgewiesen.

## Charakteristik
Das nordwestlich des Druffeler Siedlungsbereiches befindliche Feuchtwiesenschutzgebiet besteht fast ausschließlich aus Grünland, das eine ausgeprägte aus durchgewachsenen Hecken entstandene Gliederung durch Gehölzstreifen und Baumreihen aufweist. In Teilbereichen ist eine für die Emssandebene typische Feuchtwiesenvegetation erhalten geblieben. Im Nordosten grenzt ein Waldgebiet mit zum Teil älterem Baumbestand an die Schutzfläche an.

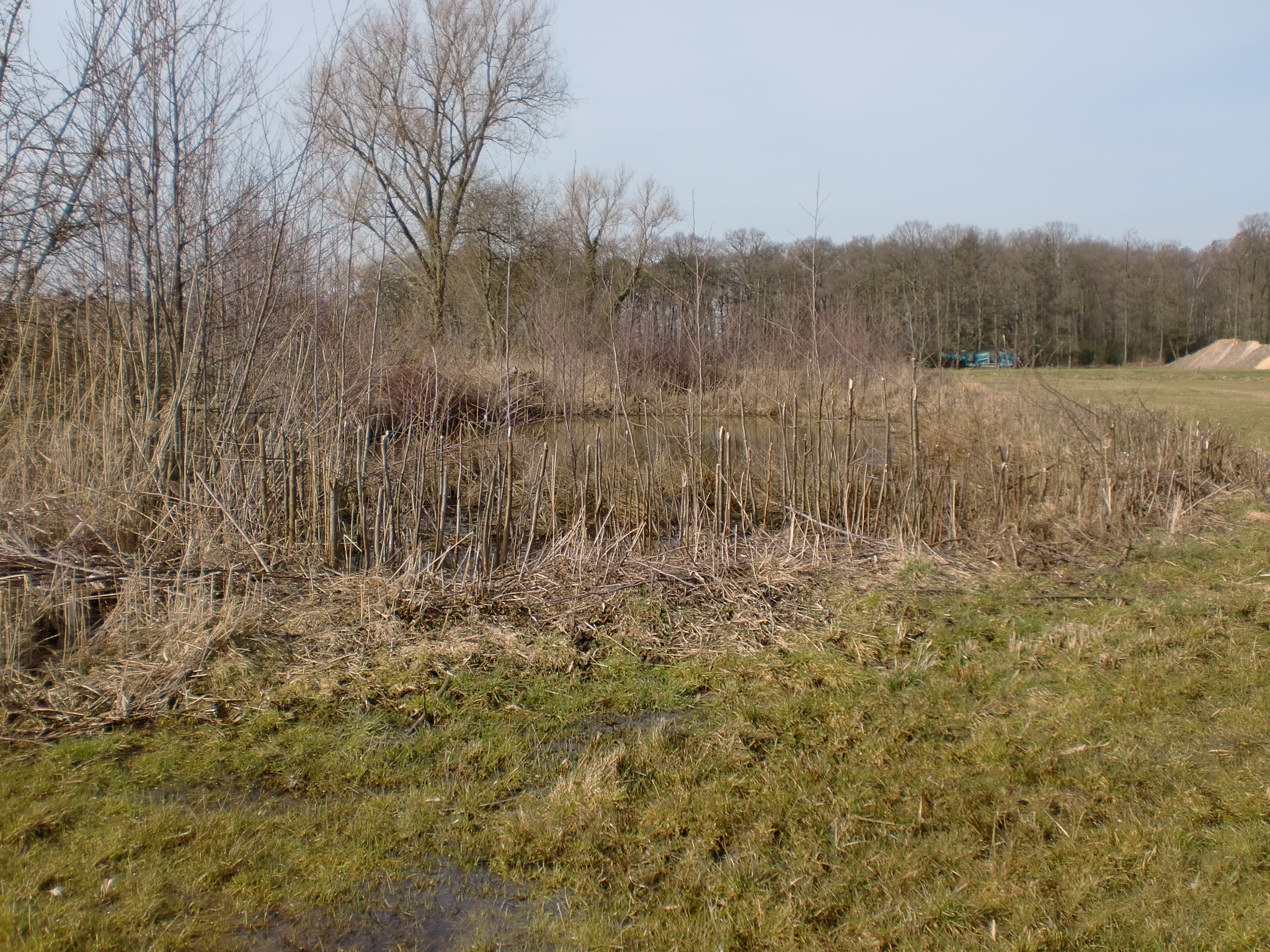
Der südliche ehemalige Fischteich

Am Ostrand des Gebietes finden sich zwei ehemals zum Zwecke der Fischzucht genutzte und zu Artenschutzgewässern umgestaltete Teiche. Weiterhin befindet sich im Zentrum des Gebietes ein Graben, der in südwestliche Richtung in den Merschgraben entwässert.

## Flora
Bei einer zwischen den Jahren 2001 und 2004 durchgeführten Erhebung konnten 163 Gefäßpflanzenarten festgestellt werden, von denen 16 Arten auf der Roten Liste und weitere 10 Arten auf der Vorwarnliste geführt werden. Hierzu gehören unter anderem die Wasserfeder, der Röhrige Wasserfenchel und die Sumpf-Sternmiere.

## Fauna
Eine Revierkartierung im Jahre 2000 erbrachte den Nachweis von insgesamt 33 Brutvogelarten im Schutzgebiet. Hervorzuheben sind hierbei die Arten Kiebitz, Kleinspecht, Steinkauz, Großer Brachvogel, Grünspecht und Rauchschwalbe.